# Валтер Мајснер
Фриц Валтер Мајснер (Берлин, 16. децембар 1882 — Минхен, 16. новембар 1974) био је немачки технички физичар.
Студирао је механику и физику на Техничком универзитету у Берлину, где му је докторски ментор био Макс Планк. Потом се запослио у Националном институту за физику и технику у Берлину. Од 1922. до 1925. године, успоставио је трећи по величини у свету ликвификатор хелијума, а 1933. године открио је Мајснеров ефекат, ишчезавање магнетног поља код суперпроводника. Годину дана касније, позван је да буде председавајући за техничку физику на Техничком универзитету у Минхену.
После Другог светског рата, постао је председник Баварске академије наука. Године 1946, постављен је за директора прве истраживачке комисије за ниске температуре те академије. Лабораторије су се налазиле у Хершинг ам Амерзеу до 1965. године, када су премештене у Гархинг код Минхена. Мајснер је живео сам са своја два пса последњих неколико година свог живота. Умро је у Минхену 1974. године.